# (6736) Marchare
(6736) Marchare (1993 EF) – planetoida z pasa głównego asteroid okrążająca Słońce w ciągu 3,73 lat w średniej odległości 2,4 j.a. Odkryta 1 marca 1993 roku.